# Гран-Гоав
Гран-Гоав (гаїт. креол. Grangwav) — місто в Західному департаменті Гаїті.

## Географія
На сході міста протікає однойменна річка.

### Клімат
Місто знаходиться у зоні, котра характеризується кліматом тропічних саван. Найтепліший місяць — серпень із середньою температурою 26.5 °C (79.7 °F). Найхолодніший місяць — січень, із середньою температурою 22.9 °С (73.2 °F).
| Клімат Гран-Гоава       | Клімат Гран-Гоава | Клімат Гран-Гоава | Клімат Гран-Гоава | Клімат Гран-Гоава | Клімат Гран-Гоава | Клімат Гран-Гоава | Клімат Гран-Гоава | Клімат Гран-Гоава | Клімат Гран-Гоава | Клімат Гран-Гоава | Клімат Гран-Гоава | Клімат Гран-Гоава | Клімат Гран-Гоава |
| Показник                | Січ.              | Лют.              | Бер.              | Квіт.             | Трав.             | Черв.             | Лип.              | Серп.             | Вер.              | Жовт.             | Лист.             | Груд.             | Рік               |
| Середня температура, °C | 22,9              | 23,2              | 23,9              | 24,6              | 25,3              | 26,2              | 26,3              | 26,5              | 26,3              | 25,8              | 24,7              | 23,5              | 24,9              |
| Норма опадів, мм        | 38.4              | 49.9              | 84                | 161.8             | 235.4             | 142.6             | 128.5             | 180.4             | 184.4             | 194.8             | 87                | 37                | 1524.2            |
| Днів з опадами          | 9,7               | 7,8               | 8                 | 8,4               | 11,2              | 10,9              | 13,1              | 13,1              | 14,1              | 15,6              | 11,7              | 10,5              | 134,1             |
| Вологість повітря, %    | 69.4              | 68.9              | 69.1              | 71.3              | 75.7              | 72.8              | 67.4              | 71.4              | 75.4              | 77                | 75.4              | 71                | 72.1              |
| ----------------------- | ----------------- | ----------------- | ----------------- | ----------------- | ----------------- | ----------------- | ----------------- | ----------------- | ----------------- | ----------------- | ----------------- | ----------------- | ----------------- |
| Джерело: Weatherbase    |                   |                   |                   |                   |                   |                   |                   |                   |                   |                   |                   |                   |                   |

## Історія
Є одним із найстаріших міст країни. Іспанці назвали його Агуава наприкінці XVI століття. Після французької колонізації французи розділили місто на дві частини: власне Гран-Гоав та Петі-Гоав.